# Padre coraje
Padre coraje é uma telenovela argentina produzida pela Pol-ka Producciones e exibida pelo Canal 13 entre 8 de março de 2004 e 23 de dezembro de 2004.

## Elenco
- Facundo Arana - Coraje/Gabriel
- Nancy Duplaa - Clara María Guerrico
- Carina Zampini - Ana Guerrico
- Leonor Benedetto - Amanda Pastorino
- Nora Cárpena - Elisa Guerrico
- Raúl Rizzo - Manuel Adolfo Costa
- Luis Machín - Froilán Ponce
- Eugenia Tobal - Mercedes
- Javier Lombardo - Santo Tomini
- Julia Calvo - Messina
- Federico Olivera - Horacio Costa
- Mercedes Funes - Nora Cándida
- Fabio di Tomasso - Lautaro

## Prêmios e indicações
| Ano  | Prêmio               | Categoria                 | Indicação           | Resultado |
| ---- | -------------------- | ------------------------- | ------------------- | --------- |
| 2004 | Prêmio Clarín        | Melhor ficção diária      | Padre coraje        | Venceu    |
| 2004 | Prêmio Clarín        | Ator de TV                | Raúl Rizzo          | Indicado  |
| 2004 | Prêmio Clarín        | Atriz de TV               | Leonor Benedetto    | Indicado  |
| 2004 | Prêmio Clarín        | Revelação masculina       | Fabio Di Tomaso     | Indicado  |
| 2004 | Prêmio Clarín        | Revelação feminina        | Fabiana García Lago | Venceu    |
| 2004 | Prêmio Martín Fierro | Martín Fierro de Oro      | Padre coraje        | Venceu    |
| 2004 | Prêmio Martín Fierro | Melhor telenovela         | Padre coraje        | Venceu    |
| 2004 | Prêmio Martín Fierro | Ator protagonista         | Facundo Arana       | Venceu    |
| 2004 | Prêmio Martín Fierro | Ator protagonista         | Raúl Rizzo          | Indicado  |
| 2004 | Prêmio Martín Fierro | Atriz protagonista        | Nancy Dupláa        | Indicado  |
| 2004 | Prêmio Martín Fierro | Atriz protagonista        | Carina Zampini      | Venceu    |
| 2004 | Prêmio Martín Fierro | Atriz protagonista        | Leonor Benedetto    | Indicado  |
| 2004 | Prêmio Martín Fierro | Atriz protagonista        | Nora Cárpena        | Indicado  |
| 2004 | Prêmio Martín Fierro | Actor de reparto en Drama | Javier Lombardo     | Indicado  |
| 2004 | Prêmio Martín Fierro | Actor de reparto en Drama | Luis Machín         | Venceu    |
| 2004 | Prêmio Martín Fierro | Actor de reparto en Drama | Matías Santoianni   | Indicado  |
| 2004 | Prêmio Martín Fierro | Atriz coadjuvante         | Julia Calvo         | Venceu    |
| 2004 | Prêmio Martín Fierro | Atriz coadjuvante         | Melina Petriella    | Indicado  |
| 2004 | Prêmio Martín Fierro | Atriz coadjuvante         | Mercedes Funes      | Indicado  |
| 2004 | Prêmio Martín Fierro | Revelação artística       | Fabiana García Lago | Indicado  |
| 2004 | Prêmio Martín Fierro | Revelação artística       | Mercedes Funes      | Indicado  |
| 2004 | Prêmio Martín Fierro | Participação especial     | Nacha Guevara       | Venceu    |
| 2004 | Prêmio Martín Fierro | Participação especial     | Víctor Laplace      | Indicado  |